# Infinite Disco
Az Infinite Disco egy élőben streamelhető koncert volt, melyet az ausztrál énekesnő és dalszerző, Kylie Minogue tartott 2020-ban kiadott tizenötödik stúdióalbumának, a Disco-nak a népszerűsítése céljából. Két alkalommal lehetett streamelni 2020-ban és a DRIIFT, valamint a BMG Rights Management közös vállalkozása volt.
Az élő streamet 2020. október 19-én jelentették be, és még aznap megjelent egy klip, melyen Minogue a „Magic”-et énekli. A koncertet 2020. november 7-én sugározták, majd ismét december 31-én új év alkalmából. Mindegyik közvetítést négyszer tették streamelhetővé mindkét nap a különböző időzónákat figyelembe véve.
2021. november 1-én a koncertet kiadták CD-n, DVD-n és Blu-ray-en a Disco: Guest List Edition verziójának részeként. Ezt 2022. május 6-án a bakelit verzió követte.

## Háttér és fejlesztés
A „Say Something” és a „Magic” kislemezek megjelenését követően Minogue bejelentette, hogy a Disco-ról számos dalt elő fog adni egy élő stream formájában, melyet 2020. november 7-én fognak sugározni, egy nappal a lemez megjelenése után. A jegyeket 2020. október 21-től lehetett beszerezni. Közel 30 000 jegyet adtak el az első streamingre.
Az 50 perces előre felvett előadást Rob Sinclair és Kate Moross rendezte. Elsősorban a Disco-ról hangzottak el dalok, de korábbi slágereiből is előadott néhányat, melyek remixelve lettek Minogue régi együttműködői, Richard Stannard és Steve Anderson által, hogy diszkósabb hangzásuk legyen. Az előadás koreográfiájáért Ashley Wallen volt a felelős.
2020. november 1-én Minogue feltöltötte a „Say Something” előadását az Infinite Disco-ból a hivatalos YouTube csatornájára. 2020. november 2-án Minogue megosztott egy 30 másodperces videót, mely az előadás számos részébe engedett némi bepillantást. Ebben számos jelenetet lehetett látni, melyben előadta a 2001-es kislemezét, a „Love at First Sight”-ot és az „I Love It”-ot. 2020. november 6-án Minogue feltöltötte a műsorból a „Real Groove” előadását a YouTube csatornájára.

## Az előadott dalok listája
1. Introduction (részleteket tartalmaz a „Magic”-ból és a „Come into My World”-ből)
2. „I Love It”
3. „In Your Eyes”
4. „Light Years” / „Supernova” / „Light Years” (Reprise)
5. Interlude (részleteket tartalmaz az „I Should Be So Lucky”-ból)
6. „Dance Floor Darling”
7. „All the Lovers” (fellépett a The House Gospel Choirral)
8. „Say Something” (fellépett a The House Gospel Choirral)
9. „Real Groove”
10. „Slow” (részleteket tartalmaz a „Love to Love You Baby”-ból)
11. „Monday Blues”
12. „Where Does the DJ Go?”
13. „Love at First Sight”
14. „Last Chance”
15. „Magic”

## AzInfinite Discokoncertalbum
Az Infinite Disco az ausztrál énekesnő, Kylie Minogue kilencedik koncertalbuma. 2021. november 12-én jelent meg Minogue tizenötödik stúdióalbumának, a Disco-nak a Guest List Edition verziója. A deluxe öt lemezes csomag tartalmazta a Infinite Disco koncert felvételét CD-n, DVD-n és Blu-ray-en.
2022. április 7-én Minogue a közösségi média keretein belül bejelentette az Infinite Disco különálló kiadványának meglepetésnek szánt másnapi kiadását a digitális platformokon, valamint a bakelit formátumok is előrendelhetővé váltak.

## Számlista
|     | Cím                              | Szerző(k)                                                                          | Producer(ek)        | Hossz |
| --- | -------------------------------- | ---------------------------------------------------------------------------------- | ------------------- | ----- |
| 1.  | Magic (Intro)                    | Kylie Minogue, Teemu Brunila, Daniel Davidsen, Peter Wallevik, Michelle Buzz       | PhD                 | 1:33  |
| 2.  | Come into My World (Interlude)   | Cathy Dennis, Rob Davis                                                            | Steve Anderson      | 0:21  |
| 3.  | I Love It                        | Minogue, Richard Stannard, Duck Blackwell                                          | Stannard, Blackwell | 3:03  |
| 4.  | In Your Eyes                     | Minogue, Stannard, Julian Gallagher, Ash Howes                                     | Stannard, Anderson  | 3:05  |
| 5.  | Light Years                      | Minogue, Stannard, Gallagher                                                       | Stannard, Anderson  | 2:45  |
| 6.  | Supernova                        | Minogue, Sky Adams, Maegan Cottone                                                 | Adams               | 3:13  |
| 7.  | Light Years (Reprise)            | Minogue, Stannard, Gallagher                                                       | Stannard, Anderson  | 0:33  |
| 8.  | I Should Be So Lucky (Interlude) | Mike Stock, Matt Aitken, Pete Waterman                                             | Anderson            | 0:25  |
| 9.  | Dance Floor Darling              | Minogue, Adams, Cottone, Linslee Campbell                                          | Adams               | 3:17  |
| 10. | All the Lovers                   | Jim Eliot, Jemima Stilwell                                                         | Eliot, Stuart Price | 3:36  |
| 11. | Say Something                    | Minogue, Stannard, Howes, Jonathan Green                                           | Adams               | 4:00  |
| 12. | Real Groove                      | Minogue, Brunila, Nico Stadi, Alida Garpestad Peck                                 | Stadi, Brunila      | 2:54  |
| 13. | Slow / Love to Love You Baby     | Minogue, Dan Carey, Emilíana Torrini, Giorgio Moroder, Pete Bellotte, Donna Summer | Sunnyroads          | 3:13  |
| 14. | Monday Blues                     | Minogue, Adams, Cottone, Campbell, Danny Shah                                      | Adams               | 3:11  |
| 15. | Where Does the DJ Go?            | Minogue, Adams, Shah, Kiris Houston                                                | Adams, Houston      | 2:54  |
| 16. | Love at First Sight              | Minogue, Stannard, Gallagher, Howes, Martin Harrington                             | Stannard, Gallagher | 4:05  |
| 17. | Last Chance                      | Minogue, Adams, Cottone                                                            | Adams               | 2:46  |
| 18. | Magic                            | Minogue, Brunila, Wallevik, Davidsen, Buzz                                         | PhD                 | 4:39  |

## Fordítás
- Ez a szócikk részben vagy egészben  az   Infinite Disco című angol Wikipédia-szócikk ezen változatának fordításán alapul.  Az eredeti cikk szerkesztőit annak laptörténete sorolja fel. Ez a jelzés csupán a megfogalmazás eredetét és a szerzői jogokat jelzi, nem szolgál a cikkben szereplő információk forrásmegjelöléseként.